# 중부지역당 사건
중부지역당 사건(中部地域黨事件)은 1992년 대통령 선거를 앞두고 10월 6일 국가안전기획부가 "남로당 이후 최대 간첩단 사건"이라고 주장하며, 95여명을 간첩 혐의로 적발한 사건이다. 당시 안기부는 "남한 조선노동당' 가담자 95명을 적발해 이 가운데 `조선노동당 중부지역당' 총책 황인오씨 등 62명을 구속하고 300여명을 추적중이다"라고 발표하였다.
이 사건은 국민들의 레드 컴플렉스를 자극하였고, 당시 평민당 후보 김대중의 비서가 관여되었다는 사실을 유포시켜, 당시 여당 총재였던 김영삼 후보를 당선시키는데, 큰 역할을 하였다.  대통령 선거 이후, 여러 의혹들이 나온 가운데, 법원은 '남조선 노동당'의 실체가 불분명하다고 판결하여, 의혹을 더 증폭시켰다.
2004년 한나라당 주성영 의원의 열린우리당 이철우 의원에 대한 간첩 발언 사건으로 다시 세상에 알려졌고, 당시 안기부 차장이었던 한나라당 정형근 의원의 성기고문 의혹도 불거져 나왔다.
이 사건은 2005년 1월 3일부터 국정원 과거사진실위원회에서 조사하여 2007년 보고서를 발표하였다.
국정원 과거사건진실규명을통한발전위원회(위원장 오충일)'는 안기부 조사 내용에서 특별한 사건조작혐의를 발견할 수 없는 간첩단사건이었다고  발표했다.

## 참고 자료
- 국가정보원 과거사건 진실규명을 통한 발전위원회 (2007년 10월 24일). 〈4. 소위 `남한조선노동당 중부지역당' 사건에 대해〉. 《주요 의혹사건편 下권》 (PDF). 655-675쪽. 2007년 11월 24일에 확인함.[깨진 링크(과거 내용 찾기)]